# Enneanectes carminalis
Enneanectes carminalis és una espècie de peix de la família dels tripterígids i de l'ordre dels perciformes.

## Morfologia
- Els mascles poden assolir 3 cm de longitud total.[3][4]

## Alimentació
Menja algues i invertebrats petits.

## Hàbitat
És un peix marí, de clima tropical i associat als esculls de corall.

## Distribució geogràfica
Es troba al Pacífic oriental central: des de Mèxic fins a Panamà.

## Observacions
És inofensiu per als humans.